# Harry Potter and the Deathly Hallows – Part 1 (jogo eletrônico)
Harry Potter and the Deathly Hallows – Part I é um videojogo de 2010 baseado no filme homônimo de 2010, desenvolvido pela Electronic Arts, Warner Bros. Interactive e EA Bright Light. O jogo foi desenvolvido Para PC, Playstation 3, Nintendo Wii, X-BOX 360 e outras mídias.

## Jogabilidade

### Personagens Jogáveis
Harry Potter
Hermione Granger
Ronald Weasley

### Feitiços
- Expelliarmus - quebra o feitiço Protego
- Estuperfaça - ataca o inimigo
- Impedimenta - imobiliza o inimigo
- Expulso - ataca o inimigo (mas forte que o Estupefaça)
- Wingardium Leviosa - levita objetos para lança-los nos inimigos
- Petrificus Totalus - paralisa o inimigo
- Confundo - faz o inimigo atacar o outro
- Protego - protege o jogador dos feitiços: Estupefaça e Expulso
- Cofringo - feitiço de explosão
- Quatro Pontos - feitiço de guia
- Expecto Patronum - espanta os Dementadores